# Кюриоль, Селин
Селин Кюриоль (фр. Céline Curiol, 1975, Лион) — французская писательница и журналистка.

## Биография
Окончила Высшую техническую школу и Сорбонну, по образованию инженер. 10 лет жила в Нью-Йорке, работала на BBC и Radio France. Её дебютный роман Задушенный голос (2005) был переведен на многие языки и, среди прочего, получил высокую оценку Пола Остера. В 2008 была стипендиатом Villa Kujoyama в Киото. С 2011 преподает в Sciences Po и Télécom ParisTech. Входит в административный совет Дома писателей.

## Книги

### Романы
- 2005 : Задушенный голос/ Voix sans issue (короткий список Премии «Индепендент» за переводную прозу, 2009)
- 2007 : Permission
- 2009 : Exil intermédiaire
- 2012 : L’Ardeur des pierres
- 2014 : Пятнадцатое августа в Париже/ Un quinze août à Paris
- 2016 : Les vieux ne pleurent jamais

### Эссе
- 2003 : New York, персональный путеводитель
- 2007 : Route Rouge, путевые записки о Сьерра-Леоне
- 2013 : À vue de nez
- 2014 : Un quinze août à Paris : Histoire d’une dépression

### В соавторстве
- 2016 : Surveillances, Publie.net
- 2018 : Osons la fraternité!, под редакцией Патрика Шамуазо и Мишеля Ле Бри, Philippe Rey éditions

## Признание
Премия журнала Lire «50 писателей завтрашнего дня» (2005). В 2016 году роман Селин Кюриоль Les vieux ne pleurent jamais вышел в финал премии Клозери де Лилла.